# مایسر (یوتا)
مایسر (به انگلیسی: Maeser) یک منطقهٔ مسکونی در ایالات متحده آمریکا است که در شهرستان یینتا، یوتا واقع شده‌است. مایسر ۱۶٫۸ کیلومتر مربع مساحت و ۲٬۸۵۵ نفر جمعیت دارد و ۱٬۷۰۷ متر بالاتر از سطح دریا واقع شده‌است.